# Lovro Mihić
Lovro Mihić (ur. 25 sierpnia 1994 w Zagrzebiu) – chorwacki piłkarz ręczny, lewoskrzydłowy, od 2016 zawodnik Wisły Płock.

## Kariera sportowa
Wychowanek RK Zagrzeb, w którego zespole seniorów występował w latach 2012–2016, zdobywając cztery mistrzostwa Chorwacji i cztery puchary kraju. W sezonie 2012/2013 wraz ze stołeczną drużyną zwyciężył w Lidze SEHA – w rozegranym 14 kwietnia 2013 finałowym meczu z Vardarem Skopje (25:24) rzucił jedną bramkę. W barwach RK Zagrzeb grał również w Lidze Mistrzów, zdobywając w niej w ciągu czterech sezonów 26 goli.
W 2016 przeszedł do Wisły Płock, z którą podpisał trzyletni kontrakt. W sezonie 2016/2017, w którym rozegrał 30 meczów i rzucił 101 bramek, otrzymał nominację do tytułu najlepszego skrzydłowego Superligi. Ponadto w Lidze Mistrzów wystąpił w 14 spotkaniach, w których zdobył 29 goli. W grudniu 2017 przedłużył umowę z Wisłą do końca czerwca 2021. W sezonie 2017/2018 rozegrał w Superlidze 31 spotkań i zdobył 94 gole, zaś w Lidze Mistrzów wystąpił w 14 meczach, w których rzucił 36 bramek. W sezonie 2018/2019, w którym rozegrał w lidze 31 meczów i zdobył 104 gole, został nominowany do nagrody dla najlepszego skrzydłowego Superligi. Ponadto wystąpił w 14 spotkaniach Ligi Mistrzów, w których rzucił 31 bramek.
W 2012 uczestniczył w mistrzostwach Europy U-18 w Austrii, podczas których rzucił 30 bramek. W 2013 zdobył srebrny medal mistrzostw świata U-19 na Węgrzech – rzucił w nich 55 goli i zajął 8. miejsce w klasyfikacji najlepszych strzelców turnieju. Został ponadto wybrany najlepszym lewoskrzydłowym mistrzostw.
W 2015 po raz pierwszy powołany do seniorskiej reprezentacji Chorwacji. Zadebiutował w niej 10 czerwca tego samego roku w meczu z Holandią (27:24). Cztery dni później w spotkaniu z Turcją (40:26) zdobył sześć bramek. W 2017 uczestniczył w mistrzostwach świata we Francji, podczas których rzucił 14 goli. W 2018 wziął udział w mistrzostwach Europy w Chorwacji, w których rozegrał siedem meczów i zdobył dwie bramki.

## Sukcesy
RK Zagrzeb
- Liga SEHA: 2012/2013[3]
- Mistrzostwo Chorwacji: 2012/2013, 2013/2014, 2014/2015, 2015/2016
- Puchar Chorwacji: 2012/2013, 2013/2014, 2014/2015, 2015/2016

Reprezentacja Chorwacji
- 2. miejsce w mistrzostwach świata U-19: 2013

Indywidualne
- Najlepszy lewoskrzydłowy mistrzostw świata U-19 na Węgrzech w 2013[12]
- 8. miejsce w klasyfikacji najlepszych strzelców mistrzostw świata U-19 na Węgrzech w 2013 (rzucił 55 bramek)[11]